# Apogon franssedai
Apogon franssedai es una especie de pez de la familia de los apogónidos en el orden de los perciformes.

## Morfología
Los machos pueden alcanzar los 7,5 cm de longitud total.

## Distribución geográfica
Se encuentran al oeste del océano Índico (Maldivas) y al 
oeste del Pacífico (Bali, Filipinas y Palaos).